# 蓝毓钟
蓝毓钟（1914年—），男，汉族，湖北黄陂人，中国电机专家，高级工程师。曾任西安电力机械制造总公司副经理、总工程师，中国电机工程学会理事。